# Nelson Barahona
Nelson Alberto Barahona Collins (né le 22 novembre 1987 à Colón (Panama)) est un footballeur international panaméen, qui joue en tant que milieu offensif.